# Подільська районна рада (Кропивницький)
Подільська районна рада (до 2017 року — Ленінська) — районна рада в місті Кропивницькому, представницький орган, що здійснює функції та повноваження місцевого самоврядування, визначені Конституцією України і законами України, бере участь у місцевому самоврядуванні міста, створює свої виконавчі органи та обирає голову ради, який одночасно є і головою її виконавчого комітету, самостійно складає, розглядає, затверджує та виконує районний бюджет.
Подільська районна в місті Кропивницькому рада є органом місцевого самоврядування Подільського району Кропивницького.
26 березня 2006 року до складу Ленінської районної ради обрано 50 депутатів. Голова районної ради — Романюк Петро Михайлович.
28 жовтня 2010 року до складу районної у місті ради обрано 50 депутатів. 24 листопада 2010 року головою районної у місті ради обрано Валерія Заботкіна.
27 жовтня 2011 року було прийнято рішення не проводити більше виборів до районних рад міста Кіровоград, а всі повноваження поступово передати до міської ради.
24 лютого 2014 року Кіровоградська міська рада скасувала своє рішення щодо неутворення районних у місті рад сьомого скликання.
8 серпня 2014 року районна у місті рада ухвалила рішення про дострокове звільнення з посади голови районної у місті ради Валерія Заботкіна.
15 січня 2015 року головою районної у місті ради обрано Анатолія Мироненка.
25 жовтня 2015 року відбулись чергові вибори депутатів Ленінської районної у місті Кіровограді ради сьомого скликання. У відповідності до Закону України «Про місцеві вибори» до складу ради обрано 36 депутатів, що представляють 8 партій, які подолали прохідний бар'єр 5 %.
26 листопада 2015 року на посаду голови Ленінської районної ради сьомого скликання був обраний Фросіняк Руслан Вікторович.